# Faraj Fouda
Pour les articles homonymes, voir Fouda.
Faraj Fouda (arabe : فرج فوده), également orthographié Farag Foda ou Farag Fawda, né le 20 août 1945 à Al-Zarqa (gouvernorat de Damiette) et mort assassiné le 8 juin 1992 au Caire, est un écrivain, chroniqueur et militant des droits de l'homme égyptien.

## Biographie
Professeur d'agriculture, il est l'auteur de plusieurs livres et de nombreuses chroniques dans différents journaux. Ses écrits défendent une société séculaire (séparation de la religion et de l'État) et s'opposent, souvent sur le ton de la satire, à l'influence croissante de l'islamisme dans le monde arabe. Il dénonce notamment la dhimmitude imposée aux chrétiens en Égypte. Dans son livre Le Terrorisme, il se livre à un réquisitoire contre le prosélytisme agressif qui a cours en violation de la loi égyptienne : 
« Vilipender les croyances religieuses des autres dans les médias radiodiffusés et télévisés, quel que soit celui qui donne son avis et quel que soit le soutien dont il bénéficie est un acte que la loi en vigueur interdit, et il n'est pas nécessaire de forger à ce sujet une loi nouvelle. [...] Pourquoi forge-t-on des lois si c'est pour ne pas les appliquer ? »

### Assassinat
Le 3 juin 1992, un conseil d'oulémas de l'université al-Azhar l'accuse de blasphème et adopte une fatwa du grand imam sheikh Gad al-Haq l'accusant d'être un « ennemi de l'islam ». 
Cinq jours plus tard, Faraj Fouda est assassiné par des extrémistes islamistes. Le groupe Gamaa al-Islamiya revendique l'assassinat en se référant à la fatwa d'al-Azhar et en le justifiant par la prétendue apostasie de Faraj Fouda et son refus de l'instauration de la charia. 
Lors du procès des assassins, l'influent intellectuel Mohammed al-Ghazali déclare qu'il n'est pas mal de tuer un apostat. Huit des treize accusés sont acquittés. Plusieurs autres sont relâchés en 2012 sur l'ordre du président Mohamed Morsi.

### Œuvres
Faraj Fouda a écrit 12 ouvrages en arabe :
- (ar) Al-Haqîqa al-ghâ'iba (La vérité absente), Le Caire 1986.
- (ar) Discussion on Sharia
- (ar) The Harbinger
- (ar) Were is Sectarianism Going?
- (ar) Before The Fall – 1re éd. 1985. 2e éd. 1995
- (ar) Discussion on Secularism – 1re éd. 1993. 2e éd. 2005
- (ar) The Warning – 1re éd. 1989. 2e éd. 2005
- (ar) The Played With – 1re éd. 1985. 2e éd. 2004
- (ar) To Be or Not to Be – 1re éd. 1988. 2e éd. 2004
- (ar) Pleasure Marriage – 1re éd. 1990. 2e éd. 2004
- (ar) The Game
- (ar) So the words will not be in the air